# Miljenko Dumenčić
Miljenko Dumenčić – chorwacki architekt związany z Polską. Projektant m.in. Ilmetu, Pazimu i Pekao Tower.

## Życiorys
Inżynier architektury, członek chorwackiej Izby Architektów. Założyciel pracowni Team Arhitektura z siedzibą w Zagrzebiu oraz partner w warszawskiej pracowni Team Architektura Dumenčić & Idziorek. 
W 2007 zasiadał w jury międzynarodowego konkursu architektonicznego na siedzibę Filharmonii im. Mieczysława Karłowicza w Szczecinie.

## Wybrane projekty
| Rok ukończenia | Projekt                             | Projekt | Lokalizacja | Informacje dodatkowe                 |              |
| -------------- | ----------------------------------- | ------- | ----------- | ------------------------------------ | ------------ |
| 1992           | Pazim                               |         | Szczecin    |                                      | [ 5 ] [ 6 ]  |
| 1993           | Pekao Tower                         |         | Warszawa    |                                      | [ 5 ]        |
| 1994           | Baltic Business Center              |         | Gdynia      |                                      | [ 7 ]        |
| 1995           | Aktyn Business Center               |         | Warszawa    | wspólnie z Krzysztofem Kamińskim     | [ 8 ] [ 9 ]  |
| 1997           | Ilmet                               |         | Warszawa    | wspólnie ze Mieczysławem Kartowiczem | [ 8 ]        |
| 2005           | Hotel Polonia Palace (modernizacja) |         | Warszawa    | wspólnie z Tadeuszem Żerą            | [ 10 ]       |
| 2014           | Orłowska Rivera                     |         | Gdynia      | wspólnie ze Stanisławem Dopierałą    | [ 8 ] [ 11 ] |

## Nagrody
- 1999: Nagroda Roku SARP za Orłowską Rivierę, wspólnie ze Stanisławem Dopierałą[5]
- 2005: Platynowe Wiertło za modernizację Hotelu Polonia Palace w Warszawie, wspólnie z Tadeuszem Żerą i firmą Strabag[10]